# Баранов, Михаил Семёнович
Михаи́л Семёнович Бара́нов (16 ноября 1921 — 9 февраля 1993) — советский лётчик-истребитель, участник Великой Отечественной войны, командир звена 157-го истребительного авиационного полка 273-й истребительной авиационной дивизии 6-го истребительного авиационного корпуса 16-й воздушной армии Центрального фронта, младший лейтенант.
Герой Советского Союза (24.08.1943), майор запаса с 1945 года.

## Биография
Родился 16 ноября 1921 года в деревне Дроветчино ныне Смоленского района Смоленской области в семье крестьянина. Русский. Член ВКП(б) с 1942 года. Окончил семилетнюю школу. Работал в колхозе и учился в Смоленском аэроклубе. В 1939 году Михаил Баранов был направлен в Чугуевскую военно-авиационную школу лётчиков-истребителей. После окончания лётной школы в 1940 году оставлен летчиком-инструктором. В этой должности встретил начало Великой Отечественной войны.
С декабря 1941 года сержант Баранов — на фронте. Сражался на И-16 на Северо-Западном фронте. Первое время в воздушных боях не участвовал. В основном он летал на прикрытие советских войск, патрулировал над городами и аэродромами, сопровождал разведчиков и бомбардировщиков. Только в феврале 1942 года открыл счёт сбитым самолётам. С этого времени личный боевой счёт лётчика непрерывно увеличивался. По 3-4 раза в день участвовал в воздушных боях с противником. Вскоре был награждён орденом Красного Знамени.
Весной 1942 года Баранов переведен в 157-й истребительный авиационный полк на Калининский фронт. В составе этого полка прошёл до Дня Победы. В августе 1942 года полк перебросили в район Ржева, где шли ожесточенные бои. Лётчик в короткий срок освоил новый боевой самолёт Як-7Б и в ближайших боях пополнил свой боевой счёт. За мужество, проявленное в боях под Ржевом, Баранова наградили вторым орденом Красного Знамени и назначили в особую группу «охотников». В её основную задачу входило уничтожать немецкие паровозы в пути и на станциях.
К июню 1943 младший лейтенант Баранов совершил 276 успешных боевых вылетов, лично сбил 12 самолётов противника и 9 в группе. Представлен к званию Героя Советского Союза.
Летом 1943 года в составе полка Баранов сражался на Орловско-Курской дуге. Вскоре личный боевой счёт лейтенанта Баранова вырос до 16 сбитых самолётов. Был награждён третьим орденом Красного Знамени. Он был направлен на курсы усовершенствования лётного состава в Москву.
Указом Президиума Верховного Совета СССР от 24 августа 1943 года за образцовое выполнение заданий командования и проявленные мужество и героизм в боях с немецко-фашистскими захватчиками младшему лейтенанту Баранову Михаилу Семёновичу присвоено звание Героя Советского Союза с вручением ордена Ленина и медали «Золотая Звезда» (N 1067).
После окончания курсов старший лейтенант Баранов снова на фронте. Он участвовал в освобождении Белоруссии, Польши, сражался на территории Германии. Стал командиром эскадрильи. К маю 1945 года совершил около 400 боевых вылетов, провел 85 воздушных боёв, лично сбил 26 и в группе 8 самолётов противника. В мае 1945 года Михаилу Баранову присвоили воинское звание майора.
За годы войны был четырежды ранен и один раз контужен. Вскоре после победы майор Баранов уволился в запас по состоянию здоровья с должности штурмана 157-го истребительного авиационного полка. Жил в городе Смоленске, Карелии, Читинской области, Молдавии. С 1957 года обосновался в городе Горьком (ныне Нижний Новгород). Работал токарем на авиационном заводе имени Орджоникидзе. Умер 9 февраля 1993 года.

## Награды
- Медаль «Золотая Звезда» Героя Советского Союза (№ 1067)
- Орден Ленина (24.08.1943)
- Три ордена Красного Знамени (22.06.1942, 06.11.1942, 09.07.1943)
- Два ордена Отечественной войны I степени (22.05.1944, 11.03.1985)
- Медали, в том числе:
  - Медаль «За победу над Германией в Великой Отечественной войне 1941—1945 гг.»
  - Медаль «За взятие Берлина»
  - Медаль «За освобождение Варшавы»
  - Медаль «Ветеран труда»